# Хамроев, Давлатжон
Давлатжон Хамроев (род. 27 января 1993) — узбекский самбист, обладатель Кубка мира, чемпион и призёр чемпионатов Азии и мира. Выступал в лёгкой весовой категории (до 62 кг). Бронзовый призёр (2014 год) и чемпион (2019 год) Азии по самбо. Трижды (в 2013—2015 годах) становился бронзовым призёром чемпионатов мира, а в 2019 и 2020 годах — чемпионом мира по самбо.